# Pinguipes chilensis
Pinguipes chilensis és una espècie de peix de la família dels pingüipèdids i de l'ordre dels perciformes. És inofensiu per als humans, pescat de forma artesanal i venut fresc un cop arriba a port. A Xile és considerat un peix de qualitat mitjana (tot i que la seua carn és molt bona, suau i blanca) i menjat fregit, a la planxa o en cebiche.

## Morfologia
El cos, allargat, fa 50 cm de llargària màxima, 1,6 kg de pes
i presenta els perfils dorsal i ventral gairebé rectes. 6 espines i 28 radis tous a l'aleta dorsal i 1 espina i 25 radis tous a l'anal. 18-19 radis a les aletes pectorals i entre 17 i 18 a l'aleta caudal. Aleta dorsal única i llarga, la qual s'origina a l'altura de l'inici de l'aleta pectoral. Aleta anal única i llarga. Aletes pelvianes d'inserció toràcica. Peduncle caudal robust. Mandíbula inferior amb diverses fileres de dents de mida i posició irregular, i amb una longitud de 0,5-4,5 mm. Mandíbula superior amb una única filera de dents distribuïts de forma irregular i de 0,4-4 mm de longitud. Dents al vòmer i als palatins. Llavi superior gruixut i groguenc. El primer arc branquial esquerre presenta 14-18 branquiespines, de les quals 5-6 són a la branca superior i 8-12 a la inferior. Escates ctenoides. Dues bandes longitudinals de taques clares irregulars sobre la línia lateral, la qual té 76-143 escates ctenoides. Opercle amb una espina plana. 35-37 vèrtebres totals, de les quals 15 corresponen a les precaudals i 21 a les caudals.

## Ecologia
És un peix marí, demersal (fins als 100 m de fondària) i de clima temperat (3°S-54°S), el qual viu al Pacífic sud-oriental: Els fons fangosos, sorrencs i rocallosos des de la regió de Tumbes (Perú) fins a Magallanes (Xile).
A Xile es nodreix d'organismes bentònics (peixos, equinoderms, mol·luscs, crustacis i cucs) i zooplàncton i el seu nivell tròfic és de 3,48.
L'aparellament ocorre a la primavera.